# 珠海国際サーキット
珠海国際サーキット（しゅかいこくさいサーキット、英語: Zhuhai International Circuit、中国語: 珠海國際賽車場）は、中華人民共和国・珠海市にあるサーキット。日本では単に珠海サーキットと紹介されることが多い。典型的なストップ・アンド・ゴー サーキットの一つである。

## 概要
1996年開設。中華人民共和国国内では初の常設サーキットであり、建設当初はF1の開催を目標としていた。過去にはFIA GT選手権やA1グランプリなどの開催経験がある。また2004年10月には全日本GT選手権（現在のSUPER GT）のオールスター戦を開催する予定もあったが、結局キャンセルされている。SUPER GTでは特別戦の開催も計画し、2012年12月23日に開催する方向で調整をしていたが、プロモーションのための時間が不足していることから、2012年の開催を断念した。
現在はF3規格で争われるアジアF3や、ツーリングカーで争われる中国ツーリングカー選手権などが開かれている。2010年にはインターコンチネンタル・ル・マン・カップが同地で開催された他、2011年にはフェラーリ・チャレンジ・アジアパシフィック選手権も開催された。
2012年に全日本F3選手権としては初の日本国外での公式戦を、6月に開催することを計画していたが、諸般の事情により開催することが出来なかった。
カートコースが併設されているほか、平日にもコースが開放されており、時間単位でコースを借りて練習走行することが可能である。そのために隣接する香港やマカオのみならず、広州や上海から練習に来るドライバーもいる。

## アクセス
珠海市郊外約15キロの距離にある。路線バスで行くこともできるが便数が少なく、タクシーで行くことが一般的である。なお香港からの高速フェリーの埠頭からも同程度の距離である。さらにマカオとの税関から約20キロの距離にあるため、大規模レースの際は香港やマカオから日帰りで訪れることもできる。
なお、大規模レースの際はパドックやグランドスタンドの出入り口に客待ちのタクシーが待機していることがあるが、交通量が少ない郊外にあるために流しのタクシーを拾うことは難しい。